# Књига Исуса Навина
Књига Исуса Навина (хебр. יְהוֹשֻׁעַ בִּן-נוּן‎) је шеста књига Танаха, односно Старог завјета. Прва књига пророкова, описује историју јеврејског народа од Мојсијеве смрти до смрти Исуса Навина (1272–1244. п. н. е.). По јеврејској традицији аутор књиге је сам Исус Навин (са изузетком посљедњих редова, који говоре о његовој смрти и сахрани, којима је присуствовао пророк Самуило). Смјештен је одмах послије Мојсијевог петокњижја, у тијесној је вези са њим и преставља његов наставак, тако да неки научници тврде да припа оној групи књига Старог завјета познатој и као шестокњижје.
Књигу чини збирка о дешавањима са бојног поља, који представља јеврејски војни закон у антици. Критика покушава на неке анахронизме у књизи, али генерално носи почет савремености и историјске истине.